# José de Acosta
José d'Acosta (Medina del Campo, 1540 – Valladolid, 1600) va ser un jesuïta, antropòleg i naturalista espanyol que va exercir importants missions a Amèrica des que en 1571 va viatjar al Perú sostenint que els indígenes americans haurien arribat a Amèrica a través de Sibèria. A part de la narració de les aventures d'un llec en Índies (Peregrinación del hermano Bartolomé Lorenzo), deu sobretot fama a la seva Historia natural y moral de las Indias, obra publicada a Sevilla el 1590, i aviat traduïda a l'anglès (1604). En aquest llibre va observar els costums, ritus i creences dels indis de Mèxic i Perú.

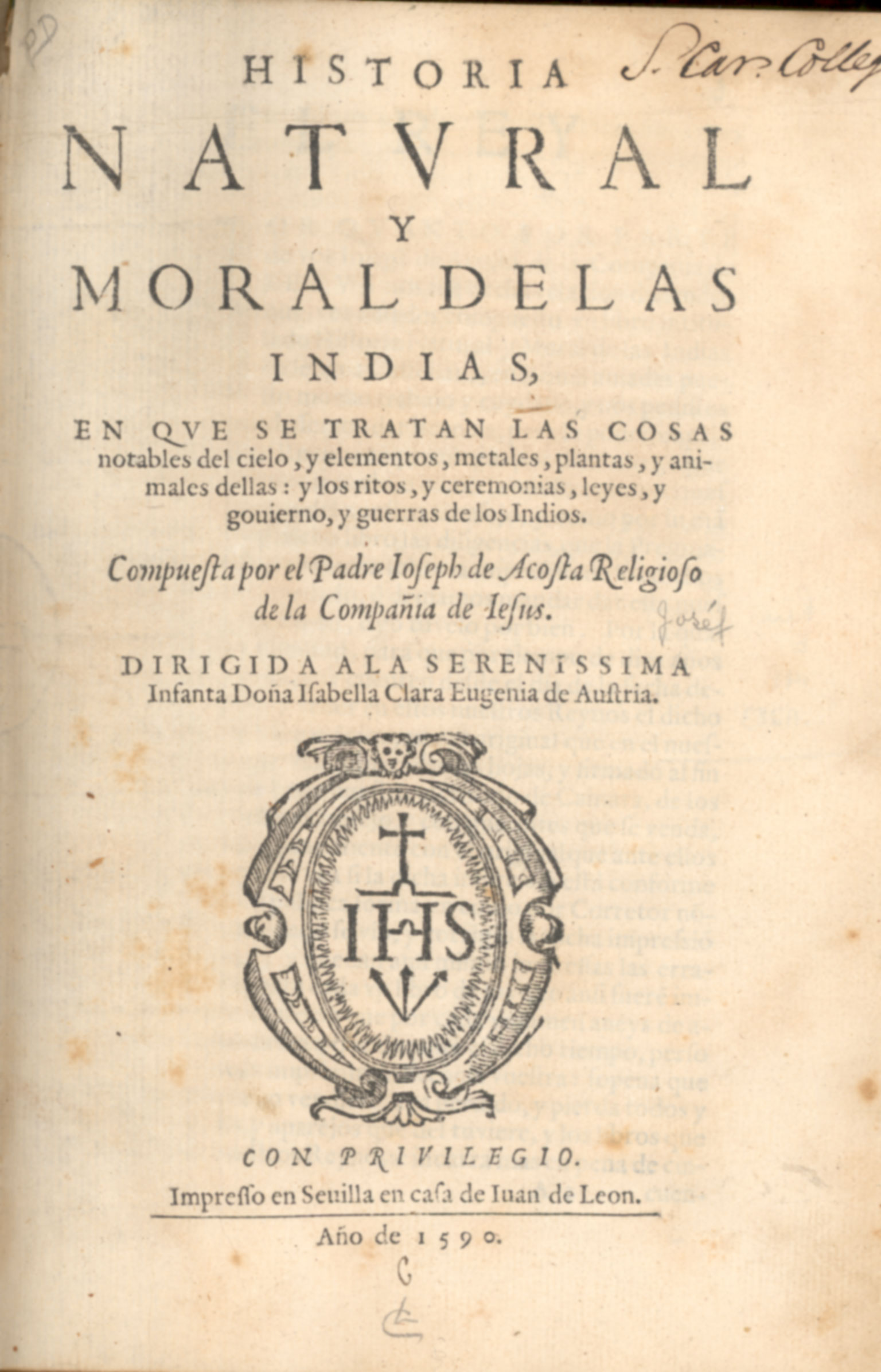
Primera pàgina de la Història natural i moral de les Índies de José d'Acosta

## Obres
- Acosta, Joseph de, Cartas
- Acosta, Joseph de, Història natural y moral de las Indias, 1590
- Acosta, Joseph de, Història natural y moral de las Indias en que se tratan las cosas notables del cielo y elementos, metales, plantas, y animales dellas y los ritos, y ceremonias, leyes y gobierno, y guerras de los indios. Sevilla: Juan de León, 1590